# Клиентов, Виктор Алексеевич
Виктор Алексеевич Клиентов (1836—1877) — капитан, герой Шипки, участник Крымской войны (1853—1856), Польской компании  1863-1864 гг., Русско-турецкой войны 1877—1878 годов.

## Биография
Капитан Клиентов происходил из обер-офицерских детей, уроженец Московской губернии. Воспитывался в частном учебном заведении. На службе получал жалования 366 р. в год и содержание: порционных 183 р., квартирных 100 р. (итого 649 р.).
В службу вступил 18-ти лет (16 мая 1854 года) унтер-офицером в 5 резервный батальон Рижского пехотного полка. Зачислен в 1857 году в штат 36 пехотного Орловского генерал-фельдмаршала князя Варшавского графа Паскевича Эриванского полка. Произведён в прапорщики (сентября 3 дня 1859 года), на вакансию подпоручиком (22 октября 1863 года) и поручиком (23 апреля 1867 года). Командовал ротой с 4 декабря 1868 года. Получил штабс-капитана 2 сентября 1870 года, со старшинством 14 июля. Утверждён командующим роты (24 февраля 1872 года). Стал капитаном с 17 марта 1877 года. 3 сентября 1877 исключён убитым в сражении с турками (умер от трёх ран, полученных во время штурма Шипкинского перевала 5 июля 1877 года в чине капитана).

### Семья
Отец: Алексей Клиентов — военный.
Жена: Александра Васильева Клиентова, дочь титулярного советника Василия Алексеева Лаврентьева.
Сын: Александр Клиентов (14 августа 1875 г. — ?). Крещён священником Виктором Королёвым в Соборной Рождество Богородичной церкви в г. Константинограде. Восприемниками были: того же полка (36-го пехотного Орловского) прапорщик Филипп Алексеев Купцов и жена губернского секретаря Наталия Григорьева Королёва. В 1886 году поступил в школу Главного Управления военно-учебных заведений.

## Награды
Кавалер орденов:
- Орден Святой Анны IV степени с надписью "За храбрость" (14 ноября 1863 года).
- Орден Святого Станислава III степени за отличную усердную службу.
- Орден Святой Анны III степени с мечами и бантом за переправу войск через Дунай 15 июля.

Медали:
- Медаль в ознаменование завершения Крымской войны из светлой бронзы на Андреевской ленте в память войны 1853 и 1856 годов.
- Медаль в память усмирения Польского мятежа 1863 и 1864 годах

Призы:
- Приз на состязательной стрельбе в цель — двухствольное охотничье ружьё №133, свид-во №1500 (10 декабря 1871 года).

## Военные походы
В 1863 году находился в походе для усмирения восстания в Царстве Польском с "36 пехотныя Орловским генерал-фельдмаршала князя Варшавского графа Паскевича Эриванского полком", в составе северо-западного отряда c 24 марта по 22 октября, во время этой кампании участвовал в деле с польскими мятежниками 16 июня при деревне Бубьсово Владимиро-Волынского уезда.
Капитан Клиентов в первый период Турецкой компании 1877-1878 гг. с 36-м пехотным Орловским генерал-фельдмаршала князя Варшавского графа Паскевича Эриванского полком в составе 8 армейского корпуса, под начальством генерал-лейтенанта Радецкого по объявлению войны Турции, 12 апреля 1877 года выступив из Тирасполя Херсонской губернии, следовал по Херсонской и Бессарабской губернии через Бендеры, Бульбоки, Мере(н)у, г. Кишинёв, Гаврены, Гура Гальбину и Новую Сарту до границы Румынского княжества, которую перешёл и вступил в м. Леово 21 апреля 1877 года.
У м. Фальчи переправился через реку Прут. Выступив из м. Фальчи 30 апреля находился в походном движении по Румынии через Вадени, Уанчи, Фурмашицу, Иждилены, г. Галац, Броллов, д. Муфтио, Филипешты, Цугупата, Пегау, Иброво, Джурашти, Сенешти, Доброешти, Лордени до г. Бухареста, в окрестностях которого в д. Бригадир прибыл и расположился на тесных квартирах.
Отсюда выступив 3 июня, участвовал в дальнейшем движении к р. Дунаю через Киркулешти, Копач, Драганешты, до гор. Александрии, где войска 8-го Армейского корпуса, предназначенные к форсированию переправы через реку Дунай, были остановлены для сосредоточения в г. Александрии на биваке (с 9 по 14 июня). Отсюда выступил в д. Пятру, участвовал в ночном движении с 14-го на 15-е июня к переправе через реку Дунай у г. Зимницы. Переправился через реку Дунай в составе 8-го Армейского корпуса.

## Подвиг
Во время штурма Шипкинского перевала с севера, Габровский отряд, разделившись на четыре колонны, начал наступление ранним утром 5 июля 1877 года. Левая колонна, состоявшая из двух рот орловцев под командованием капитана Клиентова, двигалась слева к вершине Св. Николы. К двум часам дня колонна поднялась на высоту Демир-Тепе, что напротив вершины Малык-Бедек. Из-за гористой местности патрули колонны обнаружили противника лишь подойдя к нему на сотню шагов. Турки открыли по ротам ожесточённый ружейный и артиллерийский огонь. Не успел авангард передней 8-й роты по команде капитана Клиентова развернуться в цепь, как 12 турецких рот перешли в наступление. Ценой огромных усилий двум русским ротам удалось рассредоточиться на узкой тропе и занять позиции на южном склоне Демир-Тепе. Градом сыпались на них пули и гранаты. Несколько офицеров Клиентова было убито, сам он получил три ранения. Группа солдат бросилась к нему, чтобы вынести его из зоны обстрела, но он остановил их: "Братцы, не надо, прошу вас! Оставьте меня! Хочу умереть с вами!" и не оставил позиций, пока продолжался бой. Видя безвыходность положения и большие потери, изнемогавший от ран капитан Клиентов в четыре часа дня дал приказ к отступлению. Оказалось, что все офицеры колонны убиты или ранены, за исключением командира 8-й роты поручика Орлова. Вдохновлённый мужеством своего командира, поручик решил любой ценой вывести из боя остатки отряда. Прикрывая отступление с одним взводом, он не раз отражал атаки неприятеля, то и дело бросавшегося в штыковую с трёх сторон. Отступление продолжалось до шести вечера. Две роты на протяжении четырёх часов геройски сражались против 12 рот противника, поддерживаемых огнём 6 орудий. Потеряв четверть состава и офицеров, колонна спустилась обратно в Габрово. Через несколько часов капитан Клиентов умер от ран, полученных во время неравного боя.

## Память
Памятник погибшим воинам 9-й артеррилийской бригады, 35-го Брянского и 36-го Орловского полков расположен примерно на 100 м южнее гостиницы Дома отдыха в Болгарии на Шипке. Имя Капитана Клиентова увековечено на мраморной мемориальной плите. Вместе с Капитаном Клиентовым на мраморных плитах с четырёх сторон упомянуты:
Западная сторона: «В память героям товарищам, павшим при защите Шипкинского перевала с 9-го Августа по 28 Декабря 1877 года. Братская могила».
- Южная сторона: «35-го Брянского полка
- Майор [Александр] Молоствов
- Капитан [Александр Иванович] Брянцев

Прапорщики:
- [Альберт Эдмунд барон Гоининен Фон-]Гюне
- Герасимовский
- [Вальдемар] Скородинский
- Нижних чинов 375»

Восточная сторона: «9-й артиллерийской бригады
- Полковник Бенецкий

Штабс-капитаны
- Гречишников
- Тишинский

Поручик 
- Зенькович
- Нижних чинов 35»

Северная сторона «36 Орловского полка
- Капитан Клиентов

Прапорщики
- [Евгений] Даценко
- [Николай] Дмитриев

Штабс-капитан 
- [Аркадий] Гришанов
- Нижних чинов 482»